# État de Bhopal
Pour les articles homonymes, voir Bhopal (homonymie).
1707–1948
Entités précédentes :
- Empire moghol

Entités suivantes :
- Inde

Bhopal était une Nababie puis État princier des Indes, dirigé par des souverains qui portèrent le titre de "nabab". 

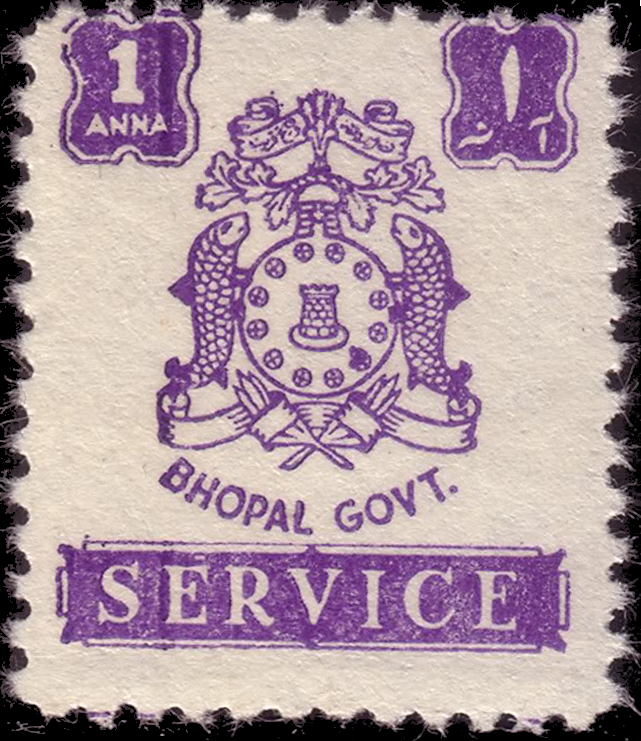
Timbre aux armoiries royales

La capitale était la ville de Bhopal. Cette principauté fut fondée par Dost Muhammad Khân, un militaire d'origine afghane, en 1713 et subsista jusqu'en 1949 puis fut intégrée dans l'État de Bhopal (1949-1956) puis du Madhya-Pradesh.

## Dirigeants
Liste des Nababs et Bégums de 1723 à 1949 :
Nabab
- 1723 – 1728 : Dost Muhammad Khân (en)
- 1728 – 1742 : Soltan Muhammad Khân
- 1728 – 1742 : Yar Muhammad Khân - régent
- 1742 – 1777 : Fayz Muhammad Khân (en)
- 1777 - 1807 : Hayat Muhammad Khân (1735-1807)
- 1807 - 1826 : Ghows Muhammad Khân (1767-1826)
- 1807 - 1816 : Wazir al-Molk Wazir Muhammad  Khân (1766-1816) régent
- 1816 – 1819 : Naser al-Dowla Naser Muhammad Khân (1791-1819) régent
- 1819 - 1837 : Sikandra Bégum  (1816-1868)
- 1826 - 1837 : Mo'izz Muhammad Khân, règne conjointement avec Sikandra
- 1837 - 1844 : Jahangir Muhammad Khân (1816-1844)

Nabab Bégum
- 1844 - 1859 : Soltan Sultân Jahân Bégum (1838-1901)
- 1845 - 1847 : Fawdjar Muhammad Khân - régent
- 1859 - 1868 : Sikander Bégum (en)  (rétablie)
- 1868 - 1901 : Soltan Sultân Jahân Bégum (en) (rétablie)
- 1901 - 1926 : Soltan Kaykhosrow Jahân Bégum (en) (1858-1930), abdiqua

Nabab
- 1926 - 1949 : Muhammad Hamidollah Khân Iskandar Sowlat Iftikhar al-Molk Bahadur (en) (1895-1960)

Dirigeants titulaires
- 1949 - 1960 : Muhammad Hamidollah Khân Iskandar Sowlat Iftikhar al-Molk Bahadur (en) (1895-1960)
- 1960 - 1971 : Sajida Sultan Ali Khan Pataudi (en) (1915-1995)